# Homero Aridjis
Homero Aridjis (Contepec, Michoacán; 6 de abril de 1940) es un poeta, novelista, activista ambiental y diplomático mexicano reconocido por su independencia intelectual, creatividad literaria y originalidad poética.[cita requerida]

## Familia y primeros años
Hijo de padre griego y de madre mexicana, Aridjis fue el más joven de cinco hermanos (Juan, Miguel, Hermán, Nicias y Homero). Su padre luchó en el ejército griego durante la Primera Guerra Mundial y en la guerra turco-griega, cuando su familia fue obligada a abandonar su casa en Tire, al suroeste de Esmirna, Asia Menor. Su madre creció en Contepec durante la Revolución mexicana. Después de casi perder la vida a la edad de diez años en un accidente de escopeta, Aridjis se convirtió en un ávido lector y empezó a escribir poesía. En 1959 obtuvo la beca del Centro Mexicano de Escritores, otorgada por la Fundación Rockefeller, y ganó en 1965, por Mirándola dormir, el Premio Xavier Villaurrutia, el más joven escritor en recibirlo en la historia del premio.[cita requerida]
En 1966 asistió al histórico Congreso Mundial de Escritores del PEN Club en Nueva York, presidido por Arthur Miller, en el que participaron poetas y escritores como Pablo Neruda, Juan Carlos Onetti, Joao Guimaraes Rosa, Ernesto Sabato, Victoria Ocampo, Mario Vargas Llosa, Carlos Fuentes, Nicanor Parra y el mismo Aridjis.[cita requerida]

## Obra literaria
Aridjis ha publicado 51 libros de poesía y prosa, muchos de ellos traducidos a quince idiomas. Sus reconocimientos incluyen los siguientes:
- Premio Xavier Villaurrutia 1965 al mejor libro del año, por Mirándola dormir, que lo convirtió en el escritor más joven en recibirlo;
- Premio Literario Novedades y Diana 1987-1988, por Memorias del Nuevo Mundo;
- Premio Grinzane Cavour para mejor novela extranjera traducida al italiano en 1992, por 1492, Vida y tiempos de Juan Cabezón de Castilla, obra que fue reconocida con el New York Times Notable Book of the Year;
- Premio Roger Caillois, en Francia, por su obra de poesía y prosa;
- en Serbia, el más alto honor literario, la Llave de Oro de Smederevo, por su poesía;
- en 2024 recibió el Premio de Poesía Griffin por "Self-Portrait in the Zone of Silence" [Canadá]
- en 2005, el estado de Michoacán lo distinguió con el primer Premio Estatal Eréndira de las Artes;
- dos veces recipiente de la beca de la John Simon Guggenheim Memorial Foundation;
- nombrado doctor honoris causa por la Universidad de Indiana
- profesor visitante en las universidades de Indiana, de Nueva York y de Columbia;
- distinguido con la Nichols Chair en Humanidades y Esfera Pública de la Universidad de California en Irvine.[cita requerida]

## En la prensa
Desde 1985 ha colaborado en la página editorial de los periódicos mexicanos La Jornada, Reforma y El Universal con artículos sobre el ambiente, política y tópicos literarios.[cita requerida]

## Nombramientos
Ha servido a México como embajador en el Reino de los Países Bajos y en Suiza. Durante seis años fue Presidente Internacional de PEN Internacional, la organización mundial de escritores fundada en Londres en 1921. Desde abril de 2007 hasta la abolición del puesto en enero de 2010 fue embajador de México ante la Unesco, donde defendió los derechos humanos, la libertad de expresión y la diversidad cultural, y fue un crítico abierto de la falta de transparencia y rendición de cuentas de la organización.[cita requerida]

## Crítica de su obra
Han escrito sobre la obra de Aridjis:
- Henri Michaux: “Homero Aridjis es un gran viajero del continente de la poesía”.
- Juan José Arreola: “Asistir al desarrollo de su talento de poeta ha sido una de mis mejores alegrías”.
- Yves Bonnefoy: “Una gran llama pasa a través de las palabras, la poesía de Homero Aridjis enciende la realidad en imágenes que a la vez la iluminan y la consumen, haciendo la vida una hermana del sueño. Aridjis es un gran poeta; nuestro siglo tiene gran necesidad de él”.
- Octavio Paz: “En la poesía de Homero Aridjis hay la mirada, el pulso del poeta: hay el tono inconfundible de aquel que tiene necesidad de decir y que sabe que todo decir es imposible; hay la palabra plena y la conciencia de la oquedad de la palabra; hay erotismo y también amor; hay el tiempo discontinuo de la vida práctica y racional y la continuidad del deseo y de la muerte; hay la verdad original del poeta.” Perséfone (1967).
- André Pieyre de Mandiargues: “Pasajes de este libro nos cautivan un poco a la manera de Los cantos de Maldoror. Libro bastante único en las literaturas contemporáneas es este vasto poema en prosa que es narrativo sin dejar nunca de ser poético, que es realista quedando siempre fantástico y que reduce al lector a un papel de simple espejo en el que la visión fabulosa del poeta se inscribe como el sueño de un niño muy puro que hubiera hecho un agujero en el muro de las convenciones para observar a su antojo un espectáculo infame”, André Pieyre de Mandiargues.
- Kenneth Rexroth: “Aridjis es un poeta visionario de beatitud lírica, concentraciones cristalinas y espacios infinitos. No puedo pensar en otro poeta de la generación de Aridjis en Latinoamérica que se sienta tan a sus anchas en los espacios azules de la iluminación -la iluminación del amor trascendente. Estas son palabras para una nueva Flauta Mágica”, Kenneth Rexroth, introducción a "Blue Spaces". (1974).
- Alejandro Jodorowsky: “Homero Aridjis es un gran poeta. Tiene afinidades enormes con el surrealismo y la ciencia ficción, pero más con la cábala. Tiene influencia mística, cabalística. Su lenguaje es muy rico, ha aportado una nueva manera de decir las cosas. Hay en su poesía el amor, no a la mujer o al hombre en especial, sino como lo cantaron San Juan de la Cruz, el Rey Salomón en el Cantar de los cantares, los místicos. Un amor muy vasto que se equipara a las cartas del Tarot 2 y 3: La Papisa y [La Emperatriz]].”
- Juan Rulfo: “La poesía de Homero Aridjis es un símbolo del amor. Su obra es muy bella, sobre todo en el sentido de la expresión, que en él es muy original, muy nueva. Trata sus temas de una manera muy limpia. Debo aclarar que sus intenciones poéticas no son eróticas en el sentido que generalmente se da al erotismo, sino amorosas. Digo de Aridjis que es un poeta del amor, en el sentido más noble.”

Sobre "El último Adán" (1981).
- Luis Buñuel: “El apocalipsis será obra del hombre y no de Dios, lo que a mi juicio es una verdad absoluta. Esa es la diferencia entre el delirio apocalíptico de El último Adán y la mediocre descripción apocalíptica de San Juan. Sin duda, la imaginación humana se ha enriquecido al paso de los siglos. El último Adán, ya su Eva desaparecida, recorre bajo un cielo oscuro y humo denso ciudades destruidas, campos yertos, atraviesa grupos humanos despavoridos, siempre con el pelo y cejas quemadas, vacías sus órbitas y vientres de pellejo colgante. Volcanes en erupción y entrechocar de grietas telúricas dificultan su marcha, humo, cenizas, esqueletos, miembros humanos por doquier y sobre todo la horrible putrefacción de la carne que yo llamo ‘olor dulzón de eternidad’.

‘La sonrisa innumerable del mar’, del Homero griego se ha extinguido y ahora es solo negrura y caos. La narrativa es una permanente y obsesiva reiteración que a mi juicio contribuye poderosamente a la terrible atmósfera de ese apocalipsis delirante de Aridjis cuyo título podría ser también Dies irae, dies illa, solvet saeclum in favilla (1)
(1) He suprimido lo de teste David cum sibylla, porque me parece idiota." 
Luis Buñuel, “El último Adán de Homero Aridjis”, (Unomásuno, México, 1983).
Sobre "1492. Vida y tiempos de Juan Cabezón de Castilla" (1985).
- Elie Wiesel: “En esta novela de lectura bastante amena, que trata de un capítulo muy especial y doloroso de nuestra historia, Homero Aridjis combina erudición, sensibilidad e imaginación poética. Yo la recomiendo calurosamente.”
- Carlos Fuentes: “Un gran poeta mexicano, Aridjis abarca la historia y la ficción con el calor y la profundidad de una visión lírica.”
- The New York Times: “Esta novela nos recuerda a clásicos como Don Quijote de Cervantes o a ciertos frescos por Velázquez y El Greco.”
- Giuseppe Bellini: “'1492. Vida y tiempos de Juan Cabezón de Castilla' es sin duda una de las novelas de mayor relieve del siglo XX, digna de figurar entre las obras maestras de la narrativa hispanoamericana.” Giuseppe Bellini, Nueva historia de la literatura hispanoamericana (1997).

Sobre "Gran teatro del fin del mundo" (1989).
- Catherine Raffi-Beroud: “La idea de la destrucción final del mundo no es privativa del cristianismo. También en la tradición azteca cada ‘sol’ acababa con una catástrofe que lo destruía todo, pero era una catástrofe ‘natural’. En Aridjis, pese a todas las destrucciones el hombre sobrevive en un marco vital, en un mundo que es el teatro donde el hombre actúa, o sea el lugar de la representación, de la ilusión. Interesante es notar que en este mundo-teatro impera la locura y lo que se (re)presenta es un mundo al revés”. Catherine Raffi-Beroud, “Reflexiones acerca de 'Gran teatro del fin del mundo' de Homero Aridjis”, en La luz queda en el aire. Estudios internacionales en torno a Homero Aridjis, ed. Thomas Stauder (2005).

"La leyenda de los soles" (1993) y "¿En quién piensas cuando haces el amor?" (1995) es un díptico sobre la vida cotidiana en la Ciudad de México en 2027 basado en la profecía mexicana del fin del Quinto Sol.
Sobre Tiempo de ángeles (1994).
- J. M. G. Le Clézio: “Aridjis es un poeta inspirado y una especie de profeta, 'el único que todo lo ve'. "Tiempo de ángeles", el poemario de Homero Aridjis, publicado en 1994, supone una etapa importante de su obra, compleja y combativa, que lo sitúa al lado de los grandes autores inspirados del siglo XX, junto a Wilfred Owen, T. S. Eliot y Augusto Roa Bastos.” J. M. G. Le Clézio, “Homero Aridjis, el hombre que habla con los ángeles”, Le Nouvel Observateur, 1994.

Sobre La montaña de las mariposas (2000).
- Carlos García Gual: "La montaña de las mariposas es un relato autobiográfico, pero a la vez una novela de costumbres. La mezcla de géneros narrativos viene así a conformar esta espléndida narración llena de autenticidad y de fulgor poético. La rememoración de la lejana niñez y adolescencia exige la de sus paisajes y paisanajes en cuadros que nos recuerdan como escenas que parecen impregnadas de un fantasmagórico realismo mágico acaecieron de verdad en pueblos como Contepec, y al margen de la sordidez y brutalidad hubo santuarios tan prodigiosos como el monte de las peregrinas mariposas monarca.” Carlos García Gual, "La Montaña de las mariposas", en La luz queda en el aire. Estudios internacionales en torno a Homero Aridjis. Ed. Thomas Stauder (2005).

- "Ojos de otro mirar" (2001). Seamus Heaney: “Los poemas de Homero Aridjis abren una puerta hacia la luz”, Seamos Heaney, en Eyes to See Otherwise, 2001.

- La zona del silencio (2002)

- Los poemas solares (2005). Alejandro Jodorowsky: “Los poemas de Homero Aridjis son soles interiores.”

- Tanto La Santa Muerte (2004) como Sicarios (2007) se encuentran entre las primeras novelas escritas sobre el tema del culto a la Santa Muerte y la violencia criminal en México.
- Sicarios (2007). “Es una de esas novelas violentas y ágiles que no hacen más que mostrarnos descarnadamente los tiempos que estamos viviendo. En Sicarios se podrán hallar los ejemplares más truculentos de los bajos fondos mexicanos. Otro punto alto de la novela es conocer (y el reto que significa pasarlo a la ficción, por supuesto) al detalle la forma en que operan no sólo las bandas criminales, sino también los “guaruras” y las mismas autoridades policiales (que, en el fondo, parecen ser los mismos). Otro de los méritos de esta novela no sólo se detiene en lo anteriormente mencionado, sino en el empleo de un lenguaje claro, preciso, como el filo de una navaja, el cual parece que no hace más que ser un reflejo de sus personajes, de esa alocada carrera del crimen, del dinero, de los muertos, de los gobiernos corruptos. ¿Una novela pesimista? ¿Pesimista del siglo XX y XXI? Parece que sí, pues tengo la impresión de que Homero Aridjis al final nos dice que nada puede cambiar, que el crimen organizado (anónimo y por eso tan grande y efectivo) es el que preside los gobiernos del mundo por ahora y por todos los tiempos.” Wilmer Urrelo Zárate, La Prensa, Bolivia, 2008).

- Los invisibles (2010). Alberto Manguel: “Los invisibles es la historia de un hombre ordinario cogido en lo que aparece ser una odiosa conspiración internacional para destruir el mundo. El héroe es un fotógrafo parisino, Nicolas Antschel; la conspiración, una iniciada en el siglo XVII (o tal vez antes) por un grupo asociado con los Rosacruces y la Cábala Judía. De acuerdo a una leyenda antigua, existe una fórmula para hacerse invisible: notoriamente, la invisibilidad otorgará a quien posea el don, el poder inmenso de estar presente sin ser visto y de ser capaz de realizar todo tipo de acciones sin ser notado. Los dignatarios de la Iglesia, los inquisidores, y más tarde los Nazis en su búsqueda de dominio mundial, buscan encontrar a la persona o personas que conocen la fórmula secreta”. Alberto Manguel, Los invisibles, 2010.

- J.M.G. Le Clézio: "Los invisibles es a la vez una historia, un itinerario místico y una contra historia de la mistificación, cuyas consecuencias son aparentes ahora en el Occidente. Después de leer la novela, creó que será imposible caminar por las calles de París sin sentirse rodeado por fuerzas invisibles”, J.M.G. Le Clézio.

## Activismo ambiental: Grupo de los Cien
Aridjis es reconocido ampliamente como uno de los líderes más destacados del movimiento ambiental en América Latina. Durante su infancia, a menudo subía al Altamirano, el cerro de su pueblo, para observar la llegada de la mariposa monarca. Cuando creció, la tala del bosque y su preocupación por el destino de las mariposas y los árboles detonaron su temprana defensa del medio ambiente.[cita requerida]
En marzo de 1985, Aridjis fundó el Grupo de los Cien, una asociación de artistas e intelectuales prominentes, entre los que se encontraban Octavio Paz, Juan Rulfo, Rufino Tamayo, Gabriel García Márquez, Leonora Carrington, Manuel Álvarez Bravo, Álvaro Mutis, Augusto Monterroso, Francisco Toledo, Matías Goeritz, Elena Poniatowska, Juan Soriano, Juan José Arreola, Helen Escobedo, Roger von Gunten, Graciela Iturbide, la compositora Lucía Álvarez y los científicos Lincoln Brower, Steven Swartz y Amory Lovins, dedicados a la protección ecológica y a la defensa de la  biodiversidad en México y en América Latina. Bajo su liderazgo, el Grupo de los Cien logró en 1986 el decreto oficial de protección de los bosques de la mariposa monarca en su hábitat invernal en México. En 1990, después de una intensa campaña contra los depredadores de los sitios de anidación de la tortuga marina en las playas mexicanas, consiguió que el gobierno mexicano declarara la veda total a la matanza y la comercialización de las especies de tortuga marina en México. El Grupo de los Cien pudo evitar la construcción de presas hidroeléctricas en el río Usumacinta, que habría inundado 500 kilómetros cuadrados de la selva Lacandona y habría sumergido importantes ruinas mayas. Durante cinco años Aridjis encabezó la defensa de la Laguna San Ignacio, el santuario donde se reproduce y nace la ballena gris en Baja California Sur, y se opuso a que la empresa Mitsubishi y el gobierno mexicano construyeran la más grande salinera del mundo en la Laguna. Gracias a Aridjis y al Grupo de los Cien, el gobierno accedió a publicar diariamente reportes sobre la calidad del aire en la Ciudad de México, la gasolina con plomo se eliminó y el contenido con plomo en la cerámica se redujo drásticamente, se detuvo la construcción de un aeropuerto que habría afectado un santuario de aves en el lago de Texcoco, se devolvieron a Irlanda miles de toneladas de leche en polvo contaminada con radioactividad de Chernobyls antes de que pudieran ser distribuidas en México y a sugerencia del Grupo de los Cien se puso en práctica un programa que limitaba la circulación de vehículos en la Ciudad de México un día a la semana.[cita requerida]
En 1991, apareció con una introducción suya el libro Salvemos la Tierra, de Jonathon Porrit, obra que prologó el Príncipe de Gales y en la que colaboraron: David Attenborough, Robert Redford, Carl Sagan, Vaclav Havel, Paul McCartney, Thomas Lovejoy, el Dalái lama, Desmond Tutu, Gerald Durrell, William Golding, Petra Kelly, el reverendo Jesse Jackson, Peter Ustinov, Yehudi Menuhin, Henri Cartier-Bresson, Yoko Ono y Desmond Morris.[cita requerida]
En 1991, junto con Betty Ferber, organizó y presidió el primer “Simposio en Morelia: Hacia el fin del milenio”, una reunión internacional de más de 40 escritores, científicos, ambientalistas y representantes de pueblos indígenas para discutir el estado del planeta y para establecer una red de cooperación internacional en defensa del medio ambiente. Entre los participantes estuvieron J.M.G. Le Clézio, Sherwood Rowland, Petra Kelly, Peter Raven, Kjell Espmark, Lester Brown, Peter Matthiessen, Amory Lovins, Vikram Seth, Agneta Pleijel, Miroslav Holub y Augusto Roa Bastos.[cita requerida]
En 1992, Aridjis presentó la Declaración de Morelia, un pronunciamiento sobre el medio ambiente firmado por más de 1,000 escritores y científicos de 66 países en la Cumbre de la Tierra en Río de Janeiro, donde habló en el Foro Global con el dalái lama, Jacques Cousteau, Petra Kelly, Tom Hayden, Ted Turner y Jane Fonda, entre otros.[cita requerida]
En 1994, organizó y presidió el segundo “Simposio en Morelia: Hacia el fin del milenio”. La Segunda Declaración de Morelia se presentó en la Conferencia Internacional de las Naciones Unidas sobre Población y Desarrollo en El Cairo, 1994. Aridjis obtuvo financiamiento de la Fundación Rockefeller para ambos encuentros. En 2000, presidió el simposio "La Tierra en el año 2000", del PEN Internacional y de la UNESCO, sobre desarrollo sustentable, con la participación de escritores y científicos.[cita requerida]

## Servicio público
Antes de cumplir los 40 años, Homero Aridjis fue embajador de México en los Países Bajos y en Suiza. En 1980 fundó el Instituto Michoacano de Cultura y, en 1981, organizó el Primer Festival Internacional de Poesía de Morelia, a través del cual invitó a México a poetas como Jorge Luis Borges, Seamus Heaney, Günter Grass, Allen Ginsberg, Vasko Popa, Joao Cabral de Melo Neto, Tomas Transtromer, Michael Hamburger, Andrey Voznesensky, Katerina Anghelaki-Rooke, Kazuko Shiraishi, W.S. Merwin, Tadeusz Rosewicz, André du Bouchet y Mazisi Kunene. En 1982 y 1987 organizó en la Ciudad de México dos festivales internacionales de poesía con poetas como Ted Hughes, Yehuda Amichai, Lawrence Ferlinghetti, Hans Magnus Enzensberger, Lars Forssell, Charles Tomlinson, Octavio Paz, Jaime Sabines, Marin Sorescu, Alí Chumacero, Eliseo Diego, Breyten Breytenbach, Olga Orozco, Enrique Molina, Blanca Varela, Ledo Ivo y Roberto Juarroz. En Michoacán estableció bibliotecas públicas en pueblos pequeños y creó el primer Museo de Máscaras Mexicanas; emprendió la restauración de edificios históricos y de arte colonial, la protección del patrimonio cultural; promovió la diversidad cultural mediante las celebraciones tradicionales de los grupos étnicos del estado.
En 1997, una coalición de diecisiete centros del PEN, encabezados por el PEN americano, el japonés, el sueco y el belga (de lengua flamenca), nominaron a Aridjis candidato para Presidente Internacional de la Organización Mundial de Escritores, y fue elegido en el Congreso Mundial de Escritores del PEN, en Edimburgo, para el periodo 1997-2000; ganó un segundo periodo de tres años en el Congreso Mundial de Moscú en 2000. Aridjis fue el primer Presidente Internacional del PEN viviendo en Latinoamérica. Durante su presidencia se emprendió una revisión completa de los estatutos del PEN, se logró la aceptación del español como tercer idioma oficial del PEN, además del inglés y el francés, y se condujo a la organización a un mejor gobierno y a la transparencia administrativa. En 2003, fue elegido Presidente Emérito del PEN.

## Vida personal
En 1965 Aridjis se casó con Betty Ferber, y de este matrimonio nacieron dos hijas: Eva Aridjis, una cineasta radicada en Nueva York (Niños de la calle, La Santa Muerte, The Favor, Los ojos azules, Chuy, el hombre lobo) y la escritora Chloe Aridjis, radicada en Londres (Topografía de lo insólito, Book of Clouds/Libro de las nubes, "Asunder"/Desgarrado,Sea Monsters"/Monstruos marinos, y "Dialogue With a Somnambulist").

## Actividades académicas
- Profesor Visitante, Universidad de Indiana, Bloomington, 1969.
- Profesor Visitante, Universidad de Nueva York, 1969-1971.
- Profesor Visitante y Escritor en Residencia, Universidad de Columbia, 1979-1980.
- Nichols Chair in Humanities and the Public Sphere, Universidad de California, Irvine, 2002.
- Taller de Poesía, ISSSTE, México, 1986-1988.
- Inaugural J. H. Tans Lecture, Universidad de Limburg, Maastricht, Países Bajos, 1991.
- Cecil Green Distinguished Visiting Professor, Universidad de Columbia Británica, Vancouver, Canadá, 1993.
- Profesor, “La Novela Contemporánea” en el Salzburg Seminar Session 354, Salzburgo, Austria.
- “Writer-in-Residence”, The Sweet Briar Seminars 1999-2000, Sweet Briar College, Sweet Briar, Virginia.
- Profesor, Bennington Writing Seminar, Vermont, 2002.
- Rachel Carson Distinguished Lecturer, Florida Gulf Coast University, Fort Myers, Florida, 2007.

## Premios y honores
Como escritor
- Beca del Centro Mexicano de Escritores (1959-60).
- Premio Xavier Villaurrutia para mejor libro del año, por Mirándola Dormir (1965).
- Participante en el International Seminar for Politics and Humanities, dirigido por Henry Kissinger, Harvard University, 1966.
- Beca de la John Simon Guggenheim Memorial Foundation (1966-1967 y 1979-1980).
- Beca del gobierno francés (1966-1968).
- Invitado por el Berliner Kunstlerprogramm del Deutscher Akademischer Austauschdienst en Berlín Occidental (1986 y 1988).
- Premio Diana-Novedades (1988) por Memorias del Nuevo Mundo para Novela Extraordinaria en Español.
- Premio Grinzane Cavour por 1492. Vida y tiempos de Juan Cabezón de Castilla para mejor novela extranjera traducida al italiano, 1992.
- 1492. Vida y tiempos de Juan Cabezón de Castilla fue un New York Times Notable Book of the Year.
- Doctor honoris causa in Humanities, Universidad de Indiana (1993).
- Residencia en el Rockefeller Foundation’s Bellagio Study and Conference Center, Bellagio, Italia (1994 y 2010).
- En su honor, Festival de Poesía Ramón López Velarde, Zacatecas, 1995.
- Premio Roger Caillois por el conjunto de su obra como poeta y novelista, Francia. (1997).
- Llave de Oro de Smederevo para Poesía, Serbia (2002).
- Primer Premio Estatal Eréndira para las Artes, Michoacán, México (2005).
- Premio Camaiore Internazionale di Poesía 2013.
- Premio Elena Violani Landi de Poesía 2016, Universidad de Bolonia.
- Laudomia Bonanni Premio Internazionale di Poesía por Del cielo e le sue meraviglie, della terra e le sue miserie, L’Aquila, Italia, 2019.
- Premio de Poesía Griffin por "Self-Portrait in the Zone of Silence" [Canadá]
- Miembro Emérito, Sistema Nacional de Artistas Creativos, México, desde 1999.
- Miembro Honorario, Sociedad de Autores Helénicos.

Como ambientalista: 
- Premio Global 500 de las Naciones Unidas para el Programa de Medio Ambiente en nombre del Grupo de los Cien.
- Ambientalista del Año de la revista Latin Trade.
- Medalla José María Morelos, la más alta condecoración del estado de Michoacán.
- John Hay Award de la Orion Society “for significant achievement in writing that addresses the relationship between people and nature”, otorgado durante un coloquio de escritores y científicos en la Reserva de la Biosfera Mariposa Monarca en México.
- El Natural Resources Defense Council Force for Nature Award.
- Junto a su esposa Betty Ferber, recibió el Green Cross Millennium Prize for International Leadership, dado por Mijail Gorbachov y Global Green.
- Premio Paz con la Naturaleza, otorgado por la Fundación Pax Natura, 2022.

## Obras

### Poesía
- La musa roja, Imp. Juan Pablos, México, 1958.
- Los ojos desdoblados, Ed. La Palabra, México, 1960.
- Antes del reino, Ed. Era, México, 1963.
- Mirándola dormir, Ed. Joaquín Mortiz, México, 1964.
- Perséfone, Ed. Joaquín Mortiz, México, 1967.
- Ajedrez-Navegaciones, Ed. siglo XXI, México, 1969.
- Los espacios azules, Ed. Joaquín Mortiz, México, 1969.
- Quemar las naves, Ed. Joaquín Mortiz, México, 1975.
- Vivir para ver, Ed. Joaquín Mortiz, México, 1977.
- Construir la muerte, Ed. Joaquín Mortiz, México, 1982.
- Imágenes para el fin del milenio & Nueva expulsión del paraíso, Ed. Joaquín Mortiz, México, 1990.
- El poeta en peligro de extinción, Ediciones El Tucán de Virginia, México, 1992.
- Tiempo de ángeles, Espejo de Obsidiana, México, 1994; Fondo de Cultura Económica, México, 1997.
- Ojos de otro mirar, Ediciones El Tucán de Virginia, México, 1998.
- El ojo de la ballena, Fondo de Cultura Económica, México, 2001.
- Los poemas solares, Fondo de Cultura Económica, México, 2005.
- Diario de sueños, Fondo de Cultura Económica, México, 2011.
- Del cielo y sus maravillas, de la tierra y sus miserias, Fondo de Cultura Económica, México, 2014.
- La poesía llama, Fondo de Cultura Económica, México, 2018.

### Novela
- La tumba de Filidor, Ed. La Palabra, México, 1961.
- El poeta niño, Fondo de Cultura Económica, México, 1971.
- El encantador solitario, Fondo de Cultura Económica, México, 1973.
- 1492: vida y tiempos de Juan Cabezón de Castilla, Ed. siglo XXI, México, 1985.
- Memorias del nuevo mundo, Editorial Diana, México, 1988.
- La leyenda de los soles, Fondo de Cultura Económica, México, 1993.
- El señor de los últimos días: visiones del año mil, Alfaguara, México, 1994.
- ¿En quién piensas cuando haces el amor?, Alfaguara, México, 1996.
- La montaña de las mariposas, Alfaguara, México, 2000.
- La zona del silencio, Alfaguara, México, 2002.
- El hombre que amaba el sol, Alfaguara, México, 2005.
- Sicarios, Alfaguara, México, 2007.
- Los invisibles, Fondo de Cultura Económica, México, 2010.
- Los perros del fin del mundo, Alfaguara, México, 2012.
- Esmirna en llamas, Fondo de Cultura Económica, México, 2013.
- Ciudad de zombis, Alfaguara, México, 2014.
- Carne de Dios, Alfaguara, México, 2015.
- Los peones son el alma del juego, Alfaguara, México, 2021.

### Narraciones cortas
- Noche de independencia, Ed. Ultramar, Salvat, Madrid, 1978.
- Playa nudista y otros relatos, Ed. Argos Vergara, Barcelona, 1982.
- El último Adán, Ed. Joaquín Mortiz, México, 1986.
- La Santa Muerte, Alfaguara, México, 2004.

#### Teatro
- Espectáculo del año dos mil, Ed. Joaquín Mortiz, México, 1981.
- Gran teatro del fin del mundo, Joaquín Mortiz, México, 1989.
- Gran teatro del fin del mundo (con Espectáculo del año dos mil y Moctezuma), Fondo de Cultura Económica, México, 1994.

#### Ensayo
- Apocalipsis con figuras, Taurus, México, 1997.
- Noticias de la Tierra, con Betty Ferber, Debate/Random House Mondadori, México, 2012.
- Testamento del dragón, Alfaguara Penguin Random House, México, 2018.

#### Libros para niños
- El silencio de Orlando, Alfaguara Infantil, México, 2000.
- El día de los perros locos, Alfaguara Infantil, México, 2003.
- El tesoro de la noche triste (vuelven los perros locos), Alfaguara Infantil, México, 2005.
- La búsqueda de Archelon. Odisea de las siete tortugas, Alfaguara, México, 2006.
- María la Monarca, Ediciones Castillo/Grupo Macmillan, México, 2014.

#### Antologías poéticas
- Antología, Ed. Lumen, Barcelona, 1976.
- Antología poética, Ocnos Editores, Barcelona, 1976.
- Sobre una ausencia, Akal Editor, Madrid, 1977.
- Obra poética 1960-1986, Ed. Joaquín Mortiz, México, 1987.
- Obra poética 1960-1990, Ed. Joaquín Mortiz, México, 1991.
- Antología poética 1960-1994, Fondo de Cultura Económica, México, 1994.
- Ojos de otro mirar: Poesía 1960-2001, Fondo de Cultura Económica, México, 2002.
- Infancia de luz, Ediciones SM, México, 2003.
- Antología poética, Fondo de Cultura Económica, México, 2009.
- Antología poética, 1960-2018, Ediciones Cátedra, Madrid, 2018.

#### Libros en inglés
- Blue Spaces / Los espacio azules, Selected Poems of Homero Aridjis, edited with an Introduction by Kenneth Rexroth, The Seabury Press, 1974.
- Exaltation of Light, Boa Editions, 1981.
- Persephone, Aventura/Vintage Books, 1986.
- 1492: The Life and Times of Juan Cabezón of Castile, Summit Books, 1991.
- The Lord of the Last Days : Visions of the Year 1000, William Morrow, 1995.
- Eyes to See Otherwise / Ojos de otro mirar, Selected and Edited by Betty Ferber and George McWhirter., (Carcanet, 2001, New Directions, 2002).
- Solar Poems, City Lights Publishers, 2010.
- A Time of Angels / Tiempo de ángeles, City Lights Publishers, 2012.
- An Angel Speaks, The Swedenborg Society, 2015.
- The Child Poet, Archipelago Books, 2016.
- María the Monarch, Mandel Vilar Press, 2017.
- News of the Earth, with Betty Ferber, Mandel Vilar Press, 2017.

#### Literatura secundaria
- Laurence Pagacz, Edenes subvertidos. La obra en prosa de Homero Aridjis, México: Bonilla Artigas, 2018 (en acceso libre)
- Giuseppe Bellini, I tempi dell'Apocalisse: l’opera di Homero Aridjis, Roma: Bulzoni Editore, 2013.
- Latin American Novels of the Conquest: Reinventing the New World, Kimberle S. López, University of Missouri Press, 2002.
- El deseo colonial en 1492 y Memorias del Nuevo Mundo de Homero Aridjis, Kimberle S. López, read at the Sexto Congreso de Literatura Mexicana Contemporánea, El Paso, Texas, March 1-4, 2001.
- La luz queda en el aire: Estudios internacionales en torno a Homero Aridjis, ed. Thomas Stauder, Vervuert Verlag, 2005.
- Mexico in the 21st century: selected essays, Alina Camacho Rivero de Gingerich, 2003.
- Actualización de temas precolombinos en tres poetas contemporáneos mexicanos, María Socorro Tabuenca, Córdoba, 1979.
- Homero Aridjis: neoliberalismo y ficción narrativa en ¿En quién piensas cuando haces el amor?, Stéphanie Valdés-Besson., 2000.
- El último Adán: visión apocalíptica de la ciudad en la narrativa de Homero Aridjis, Lucía Guerra, Contexto, vol. 6, n.º 8, 2002.
- La fantasía milenarista de Homero Aridjis, Summa crítica, Saul Yurkievich, Fondo de Cultura Económica, México, 1997.

#### Ediciones críticas
- Poesía en movimiento: México 1915-66, Ed. siglo XXI, México, 1966 (con Octavio Paz, Alí Chumacero y José Emilio Pacheco).
- 330 grabados originales de Manuel Manilla, Homero Aridjis y Arsacio Vanegas Arroyo, Editorial A. Vanegas Arroyo, México, 1971.
- Seis poetas latinoamericanos de hoy, Harcourt, Brace, Jovanovich, Nueva York, 1972.
- New Poetry of Mexico, E.H. Dutton, Nueva York, 1972; Secker and Warburg, Londres, 1974.
- Heimwee naar de dood: Zeven Mexicaanse dichters van deze eeuw, Meulenhoff, Ámsterdam, 1974.
- Savremena poezija Meksika, Bagdala, Belgrado, 1976.
- Snabbare an tanken ror sig bilden: Modern Mexikansk poesi, con Pierre Zekeli, Fibs Lyrikklubs, Estocolmo, 1979.
- Antología del Primer Festival Internacional de Poesía, Morelia 1981, Ed. Joaquín Mortiz, México 1982.
- Antología del Festival Internacional de Poesía de la Ciudad de México, El Tucán de Virginia, México, 1988.
- Artistas e intelectuales sobre el Ecocidio Urbano, con Fernando Césarman, Consejo de la Crónica de la Ciudad de México, México, 1989.

#### Grabaciones
- Grabación de su propia poesía para la Biblioteca del Congreso, Washington DC, 1966.
- The World's Greatest Poets Reading at the Festival of Two Worlds, Spoleto, Italia, Spanish Poets, Volume I, Applause Productions, Inc., Nueva York, 1968.
- Homero Aridjis: antología poética, Voz Viva de México, UNAM, México, 1969.
- Poetry International 1973, Rotterdamse Kunststichting, Róterdam, 1973.
- Homero Aridjis: Ojos de otro mirar, Entre voces, Fondo de Cultura Económica, México, 2003.
- Grabación de su propia poesía y prosa para la Biblioteca del Congreso, Washington DC, 2024.